# Pseudemys nelsoni
Pseudemys nelsoni е вид костенурка от семейство Блатни костенурки (Emydidae). Възникнал е преди около 4,9 млн. години по времето на периода неоген. Видът не е застрашен от изчезване.

## Разпространение
Разпространен е в САЩ (Джорджия, Тексас и Флорида). Внесен е в Британски Вирджински острови.

## Описание
Продължителността им на живот е около 26,1 години. Популацията на вида е стабилна.